# Naperville
Naperville és una ciutat dels Estats Units a l'estat d'Illinois. Segons el cens del tenia 145.235 habitants.

## Demografia
Segons el cens del 2000, Naperville tenia 128.358 habitants, 43.751 habitatges, i 33.644 famílies. La densitat de població era de 1.400,8 habitants/km².
Dels 43.751 habitatges en un 47,3% hi vivien nens de menys de 18 anys, en un 69,2% hi vivien parelles casades, en un 5,9% dones solteres, i en un 23,1% no eren unitats familiars. En el 18,8% dels habitatges hi vivien persones soles el 4,5% de les quals corresponia a persones de 65 anys o més que vivien soles. El nombre mitjà de persones vivint en cada habitatge era de 2,89 i el nombre mitjà de persones que vivien en cada família era de 3,37.
Per edats la població es repartia de la següent manera: un 31,8% tenia menys de 18 anys, un 6,4% entre 18 i 24, un 33,7% entre 25 i 44, un 21,9% de 45 a 60 i un 6,2% 65 anys o més.
L'edat mediana era de 34 anys. Per cada 100 dones de 18 o més anys hi havia 92,4 homes.
La renda mediana per habitatge era de 88.771 $ i la renda mediana per família de 101.590 $. Els homes tenien una renda mediana de 75.905 $ mentre que les dones 40.295 $. La renda per capita de la població era de 35.551 $. Aproximadament l'1,6% de les famílies i el 2,2% de la població estaven per davall del llindar de pobresa.

## Poblacions properes
El següent diagrama mostra les poblacions més properes.